# Florence Rush
Pour les articles homonymes, voir Rush.
Florence Rush, née le 23 janvier 1918 et morte le 9 décembre 2008, est une travailleuse sociale américaine diplômée de l'Université de Pennsylvanie et théoricienne féministe connue pour avoir introduit la notion de dissimulation freudienne dans sa présentation intitulée The Sexual Abuse of Children: A Feminist Point of View concernant les abus sexuels ou incestes commis sur des enfants lors de la conférence des New York Radical Feminists (en) d'avril 1971. 

## Biographie
Née dans une famille d'immigrants russes à Manhattan, Florence Rush grandit dans le Bronx, NY avant de déménager à New Rochelle, NY puis à Greenwich Village au début des années 1970. Elle était mariée à Bernard Rush avec qui elle a eu deux enfants : un fils Thomas et une fille Eleanor. En 2005, elle obtient le prix Susan B. Anthony que la ville de New York décerne aux féministes populaires.

## Carrière
Florence Rush observe les ravages des abus sexuels sur les enfants dans le cadre de son travail à la New York Society for the Prevention of Cruelty to Children (en), la première agence de protection de l'enfance au monde ainsi qu'au sein du centre pour adolescentes délinquantes - bien qu'à l'époque, dans les années 1950 et 1960 - les thérapeutes avaient pour instruction d'éviter de parler d'inceste avec leurs jeunes patients selon les théories de Freud.
La présentation de Florence Rush à la conférence des féministes radicales de New York (NYRF) concernant l'inceste et les abus sexuels commis sur des mineurs a passé en revue les écrits psychiatriques et psycho-analytiques de Freud qui estimait alors que ce genre de problème provenait d'une attitude séductrice des enfants ou de fantasmes érotiques. Elle a ensuite relié ces théories psychiatriques voyant les enfants comme des séducteurs et ces fantasmes érotiques de l'inceste ou des abus sexuels à la volonté de maintenir un climat d'oppression politique et psychologique des femmes. En conclusion, d'après Rush, l'abus sexuel des enfants est une manière non-exprimée de préparer les filles à  assumer un rôle subalterne dans la société : il faut qu'elles se sentent coupables, honteuses et qu'elles vivent dans la crainte pour tolérer le pouvoir exercé par les hommes sur leur personne,.
Florence Rush publie plusieurs articles, textes autour du thème des abus sexuels sur des enfants dans divers magazines et journaux : en 1977 dans le périodique féministe Chrysalis (magazine) (en), en 1980 dans Prentice Hall par exemple, continuant ainsi son combat contre les abus sexuels sur mineurs. Elle est cofondatrice et conférencière pour le groupe Women Against Pornography (en) entre 1979 et 1987, présidente du comité de réforme de la section new-yorkaise de la National Organization for Women (NOW) de 1980 à 1985 où elle fait une présentation sur l'érotisation croissante des enfants dans les médias, membre du comité consultatif de l'institut de psychiatrie de l'État de New York discutant du sort réservé aux délinquants sexuels.

## Activisme
Participante de première heure à la seconde vague du féminisme américain, Florence Rush est, en 1970, cofondatrice et membre du comité de pilotage du mouvement Older Women's Liberation (OWL). Son engagement féministe s'achève entre 2002 et 2005 avec la présidence du comité de l'antenne new-yorkaise de cette même association où elle a mené des actions pour encourager les politiciens à réduire les budgets et déficits et allouer l'argent à la Sécurité Sociale et la santé publique.
Avec l'article intitulé “Women in the Middle”, le premier article consacré à la « génération sandwich » publié dans Notes from the Third Year and Radical Feminism, elle s'intéresse aux rôles des femmes et à ce que l'on attend d'elles au sein de la famille,. Au milieu des années 1970, elle réalise et diffuse une présentation sur diapositives appelée From Mother Goddess to Father Knows Best (en français « de la déesse mère à Papa a raison ») au sujet de la dépréciation des mères observée dans les médias au XXe siècle. En tant que mère se battant pour prendre soin de son fils Matthew et de son petit ami, Ron, tous deux malades du SIDA dès 1987, Florence Rush s'engage dans un groupe de soutien de mères de patients atteints du Sida de la coalition de New York et étend ses actions pour aider ces femmes. Lorsque Matthew et Ron meurent en 1990, elle crée et participe au premier groupe de soutien des mères endeuillées de la sorte.
En 1977, Florence Rush rejoint Women's Institute for Freedom of the Press (en), (WIFP) un organisme de publication à but non lucratif destiné à accroître la communication entre les femmes et à proposer des médias féminins au grand public.